# Умершие в ноябре 2006 года
Это список известных людей, соответствующих установленным критериям значимости (см. Википедия:Критерии значимости персоналий), умерших в ноябре 2006 года.
Причина смерти указывается лишь в исключительных случаях (убийство, самоубийство, гибель в результате военных действий, смертная казнь, ДТП или несчастные случаи). В остальных случаях — не указывается.

## Список

### 1 ноября
- Ксендзов, Григорий Васильевич (90) — полковник Советской Армии, участник Великой Отечественной войны, Герой Советского Союза.
- Марков-Гринберг, Марк Борисович (98) — советский фотограф, фотохудожник, фотокорреспондент всесоюзного информационного агентства ТАСС.
- Стайрон, Уильям (81) — американский писатель, лауреат Пулитцеровской премии 1968 года.
- Шелли, Эдриэнн (40) — американская актриса, режиссёр и сценарист; убийство.

### 2 ноября
- Герасимов, Дмитрий Антонович (90) — участник Великой Отечественной войны, Герой Советского Союза.
- Мозер, Иван Иванович (72) — советский футболист и тренер. Заслуженный тренер РСФСР.

### 3 ноября
- Галочкин, Валентин Андреевич (77) — советский (российский, украинский) скульптор.
- Мориа, Поль (81) — французский композитор, аранжировщик и дирижёр.

### 4 ноября
- Блини, Бребис (91) — член Лондонского королевского общества, иностранный член Французской академии наук.

### 5 ноября
- Воропаев, Алексей Николаевич (33) — советский и российский гимнаст, двукратный олимпийский чемпион.
- Лобанов, Александр Иванович (61) — советский и российский военачальник, генерал-майор.
- Манзуля, Владимир Романович (60) — заслуженный работник физической культуры и спорта Украины, заслуженный тренер Украины.
- Федько, Владимир Петрович (66) — украинский художник, член Национального союза художников Украины.
- Эджевит, Бюлент (81) — турецкий политик социал-демократического толка, премьер-министр страны в 70-е годы и в 1999—2002; поэт, писатель, переводчик, журналист.

### 6 ноября
- Шестопалов, Николай Фёдорович (86) — советский военачальник, маршал инженерных войск.

### 7 ноября
- Асатрян, Арам (55) — армянский певец и композитор.
- Чернов, Владимир Семёнович (75) — советский волейбольный тренер.

### 8 ноября
- Ермин, Иван Николаевич (86) — Полный кавалер Ордена Славы.

### 9 ноября
- Булдакова, Людмила Степановна — советская волейболистка, игрок сборной СССР.
- Маркус Вольф (83) — руководитель внешней разведки ГДР в 1958—1986 годах, генерал-полковник государственной безопасности.

### 10 ноября
- Сергеев, Игорь Дмитриевич (68) — российский государственный и военный деятель, Маршал Российской Федерации, министр обороны России в 1997—2001.

### 11 ноября
- Васильев, Михаил Петрович — наводчик орудия 520-го стрелкового полка 167-й стрелковой дивизии 1-й гвардейской армии 4-го Украинского фронта, сержант[1], полный кавалер ордена Славы.
- Эмметт, Белинда (32) — австралийская актриса, певица и радиоведущая.

### 12 ноября
- Шафф, Адам (93) — польский марксист.

### 13 ноября
- Черкашин, Григорий Григорьевич (84) — участник Великой Отечественной войны, Герой Советского Союза.

### 14 ноября
- Агаев, Октай Бахрам оглы — советский и азербайджанский эстрадный певец, Народный артист Азербайджана.

### 15 ноября
- Безносов, Павел Александрович (84) — советский государственный и партийный деятель, председатель СМ Коми АССР (1963—1984).
- Ана Каролина Рестон (22) — бразильская модель; анорексия

### 16 ноября
- Киосев, Владимир Иванович (87) — заслуженный работник народного хозяйства Карельской АССР.
- Кондратюк, Николай Кондратьевич (75) — советский и украинский оперный певец (баритон), педагог.
- Левада, Юрий Александрович (76) — российский социолог и политолог[1].
- Митлянский, Даниэль Юдович (82) — советский и российский скульптор.
- Пляхин, Алексей Михайлович (88) — русский советский поэт-фронтовик.
- Фридман, Милтон (94) — американский экономист, лауреат Нобелевской премии за 1976 год.

### 17 ноября
- Кубарев, Василий Николаевич (88) — участник Великой Отечественной войны, Герой Советского Союза.
- Загладин, Вадим (79) — российский политолог, советник Президента СССР[2].
- Браун, Рут (78) — американская певица ритм-н-блюза и актриса

### 18 ноября
- Ая (43) — американская порноактриса.

### 19 ноября
- Белявский, Зыгмунт (69) — польский актёр театра, кино и телевидения, также театральный режиссёр и директор театра.
- Грошенков, Пётр Павлович (86) — старший сержант Советской Армии, участник Великой Отечественной войны, Герой Советского Союза.
- Естин, Иван Сергеевич (81) — участник Великой Отечественной войны, Герой Советского Союза.
- Сергеев Виктор Анатольевич (68) — российский кинорежиссёр, продюсер, директор киностудии «Ленфильм»[3].

### 20 ноября
- Белянкин, Евгений Осипович (82) — российский писатель, член Союза писателей СССР.
- Олтмен, Роберт (81) — американский кинорежиссёр, автор радикальных социальных драм («Нэшвилл», «Три женщины», «Буффало Билл и индейцы»).

### 21 ноября
- Аптидон, Хасан Гулед (90) — первый президент Джибути.
- Жмайель, Пьер Амин (34) — политический деятель Ливана, лидер партии фалангистов, сын президента страны Амина Жмайеля; убийство[4][5].
- Прозорова, Наталия Сергеевна (84) — советский и украинский учёный, доктор юридических наук.
- Семёнов Сергей Алексеевич (48) — защитник, полузащитник; мастер спорта СССР международного класса (1978) по хоккею с мячом).

### 23 ноября
- Филипп Нуаре (76) — французский актёр театра и кино (фильмы «Нежный полицейский», «Украли бедро Юпитера», «Откройте, полиция!», «Очки в золотой оправе», и др.)[6]
- Литвиненко, Александр Вальтерович (44) — подполковник госбезопасности, критик президента РФ Путина; умер от отравления полонием-210[7].
- Станчев, Степан Савельевич (87) — Герой Советского Союза.

### 24 ноября
- Яновский, Иван Иванович (87) — Герой Советского Союза.

### 25 ноября
- Балашов, Николай Иванович (87) — российский литературовед-испанист, академик РАН (с 1992).
- Шульц, Андрей (96) — ливский художник.

### 26 ноября
- Беглов, Спартак Иванович (82) — советский и российский журналист-международник[8].

### 27 ноября
- Манагадзе, Нодар Шотаевич (63) — грузинский кинорежиссёр, сценарист, актёр, продюсер.

### 28 ноября
- Полищук, Любовь Григорьевна (57) — советская и российская актриса[9].

### 29 ноября
- Кононов, Александр Фёдорович (81) — Герой Советского Союза.
- Радзиковская, Кристина (75) — польская шахматистка.

### 30 ноября
- Катышев, Алексей Юрьевич (57) — советский актёр, сыгравший «доброго молодца» в двух фильмах-сказках Александра Роу.